# Jürgen Sudhoff

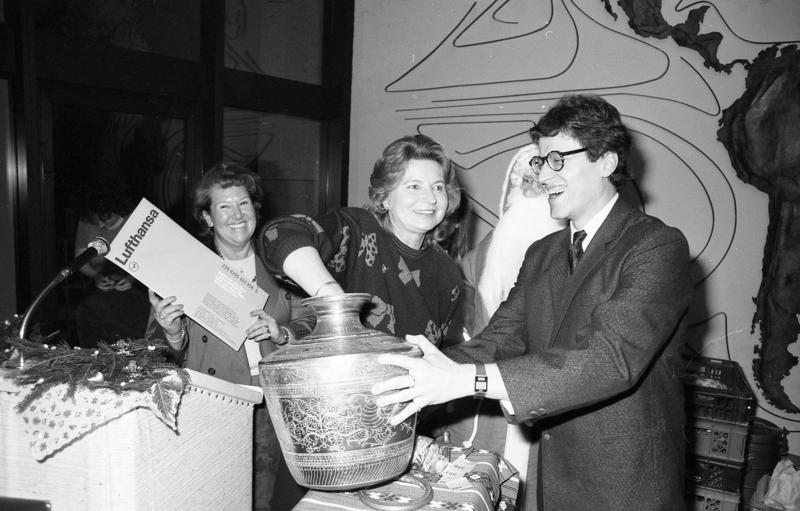
Jürgen Sudhoff en 1989.

Jürgen Sudhoff est né le 20 août 1935. Il a été ambassadeur d'Allemagne en France de 1991 à avril 1995